# Roberto Bonati
Roberto Bonati (* Oktober 1959 in Parma) ist ein italienischer Jazzmusiker (Kontrabass, Komposition) und Orchesterdirigent.

## Wirken
Bonati ist ausgebildeter Musiker; 1986 absolvierte er sein Kontrabass-Studium am Konservatorium von Alessandria und erwarb im Jahr darauf ein Diplom in Musikgeschichte. Weiterhin studierte er Komposition bei Gianfranco Maselli und Herb Pomeroy sowie Orchesterdirigieren bei Kirk Trevor. 
Seit den 1980er Jahren arbeitete er in Italien als Solist und als Leiter verschiedener Jazz-Combos. Über mehrere Jahrzehnte gehörte er zu den Ensembles von Giorgio Gaslini (vom Globo Quartett über das Proxima Centauri Orchestra bis zum Kammertrio mit Roberto Dani) und den Combos von Gianluigi Trovesi. Ferner war er in kammermusikalischen Formationen wie den Ensembles Garbarino und Quartettone und den staatlichen Orchestern des italienischen Rundfunks RAI in Mailand und Turin tätig. Mit Mario Piacentini, Paul McCandless und Tony Moreno entstand 1991 das Album Circles.
Mit Musica Reservata und dem Rara Quartett unternahm Bonati mehrere Tourneen durch Europa. Mit Stefano Battaglia, Riccardo Luppi und Tony Moreno gründete er das Silent Voices Quartet, mit dem er 1995 das Album Silent Voices aufnahm. Er arbeitete weiterhin als Begleiter von Tiziana Ghiglioni, Bruno Tommaso, Claudio Fasoli und Gianni Coscia.
1998 gründete Bonati in Parma das Orchestra ParmaFrontiere, mit dem er bis 2003 verschiedene eigene Kompositionen aufführte, die teilweise auch als Alben erschienen sind, etwa Le Rêve du Jongleur (2000) oder The Blanket of the Dark (A Study for Lady Macbeth) (2003). Auf dem Tunis Festival de la Medina präsentierte er 2000 Chants des Troubadours mit seinem Kammerensemble. Mit seinem Klaviertrio aus Alberto Tacchini und Roberto Dani veröffentlichte er 2012 das Album Bianco il Vestito nel Buio.  Mit Diana Torto entstand das Album Heureux comme avec une Femme (2013), mit dem norwegischen Bjergsted Jazz Ensemble spielte er Nor Sea, Nor Land, Nor Salty Waves (A Nordic Story) (2016) ein und mit dem Chironomic Orchestra Whirling Leaves (2019). 2019 veröffentlichte er zudem sein Soloalbum Vesper and Silence.  Mit Tor Yttredal legte er 2025 das Duoalbum In vor; mit seinem Chironomic Orchestra außerdem The Gesture of Sound / The Gesture of Colour. Auch hat er Musik für Film und Ballett komponiert.
Seit 2002 lehrt Bonati als Professor für Jazzkomposition und -improvisation am Konservatorium in Parma und leitet dort die Abteilung für „Neue Technologien und Sprachen“. Seit 1996 ist er zudem künstlerischer Leiter des Festivals ParmaJazz Frontiere.